# 惡臭灣 (阿肯色州)
惡臭灣（英語：Stinking Bay）是位於美國阿肯色州阿肯色縣的一個非建制地區。該地的面積和人口皆未知。惡臭灣曾因名稱特殊而受到關注。

## 地理
惡臭灣的座標為34°24′48″N 91°11′33″W / 34.41333°N 91.19250°W，而該地的平均海拔高度為米（即英尺）。